# Campionati europei di nuoto 2010 - 50 metri dorso maschili
Le qualifiche per la semifinale si svolgeranno la mattina dell'11 agosto 2010, mentre la semifinale si è svolta la sera dello stesso giorno. La finale si è svolta, invece, la sera del 12 agosto 2010.

## Medaglie
| Posizione | Atleta          | Paese       |
| --------- | --------------- | ----------- |
| Oro       | Camille Lacourt | Francia     |
| Argento   | Liam Tancock    | Regno Unito |
| Bronzo    | Guy Barnea      | Israele     |

## Record
Prima della manifestazione il record del mondo (RM), il record europeo (EU) e il record dei campionati (RC) sono i seguenti.
| Record mondiale       | 24"04 | Liam Tancock Regno Unito | 2 agosto 2009 Roma, Italia    |
| Record europeo        | 24"04 | Liam Tancock Regno Unito | 2 agosto 2009 Roma, Italia    |
| Record dei campionati | 25"05 | Thomas Rupprath Germania | agosto 2002 Berlino, Germania |

Durante la competizione sono stati migliorati i seguenti record:
| Data      | Evento        | Atleta          | Nazione | Tempo | Record                |
| --------- | ------------- | --------------- | ------- | ----- | --------------------- |
| 11 agosto | 1ª semifinale | Camille Lacourt | Francia | 24"30 | Record dei campionati |
| 12 agosto | Finale        | Camille Lacourt | Francia | 24"07 | Record dei campionati |

## Risultati batterie
| Pos. | Atleta                    | Nazionalità | Tempo | Batteria | Corsia | Note |
| ---- | ------------------------- | ----------- | ----- | -------- | ------ | ---- |
| 1    | Guy Barnea                | Israele     | 25.11 | 1        | 5      |      |
| 2    | Camille Lacourt           | Francia     | 25.17 | 5        | 4      |      |
| 3    | Stefano Mauro Pizzamiglio | Italia      | 25.31 | 4        | 5      |      |
| 4    | Vitaly Borisov            | Russia      | 25.32 | 5        | 5      |      |
| 4    | Lubos Krizko              | Slovacchia  | 25.32 | 5        | 1      |      |
| 6    | Jérémy Stravius           | Francia     | 25.33 | 6        | 5      |      |
| 7    | Bastiaan Lijesen          | Paesi Bassi | 25.43 | 4        | 4      |      |
| 8    | Aristeidis Grigoriadis    | Grecia      | 25.45 | 6        | 2      |      |
| 9    | Nick Driebergen           | Paesi Bassi | 25.47 | 6        | 6      |      |
| 10   | Liam Tancock              | Regno Unito | 25.50 | 6        | 4      |      |
| 11   | Jonatan Kopelev           | Israele     | 25.57 | 4        | 2      |      |
| 12   | Artem Dubovskoy           | Russia      | 25.60 | 4        | 3      |      |
| 12   | Flori Lang                | Svizzera    | 25.60 | 5        | 2      |      |
| 14   | Mathias Gydesen           | Danimarca   | 25.61 | 1        | 4      |      |
| 14   | Stanislav Donets          | Russia      | 25.61 | 4        | 7      |      |
| 16   | Mirco Di Tora             | Italia      | 25.62 | 5        | 3      |      |
| 17   | J.Miguel Rando Galvez     | Spagna      | 25.63 | 5        | 6      |      |
| 18   | Aschwin Wildeboer Faber   | Spagna      | 25.64 | 4        | 6      |      |
| 19   | Alon Mandel               | Israele     | 25.66 | 1        | 3      |      |
| 20   | Anton Butymov             | Russia      | 25.72 | 6        | 3      |      |
| 21   | Sebastiano Ranfagni       | Italia      | 25.97 | 6        | 7      |      |
| 22   | Pavel Sankovič            | Bielorussia | 26.05 | 5        | 7      |      |
| 23   | Markus Rogan              | Austria     | 26.20 | 5        | 8      |      |
| 24   | Adam Szilagyi             | Ungheria    | 26.28 | 4        | 1      |      |
| 25   | Radosław Kawęcki          | Polonia     | 26.41 | 6        | 8      |      |
| 26   | Richárd Bohus             | Ungheria    | 26.50 | 4        | 8      |      |
| 27   | Gabor Balog               | Ungheria    | 26.77 | 3        | 4      |      |
| 28   | Derya Büyükunçu           | Turchia     | 26.78 | 2        | 7      |      |
| 29   | Itai Chammha              | Israele     | 26.80 | 2        | 3      |      |
| 29   | Jean Francois Schneiders  | Lussemburgo | 26.80 | 3        | 7      |      |
| 31   | Olexandr Isakov           | Ucraina     | 26.85 | 3        | 5      |      |
| 32   | Andres Olvik              | Estonia     | 26.92 | 3        | 6      |      |
| 33   | Matas Andriekus           | Lituania    | 26.93 | 3        | 3      |      |
| 34   | Roko Simunic              | Croazia     | 26.95 | 6        | 1      |      |
| 35   | Mindaugas Sadauskas       | Lituania    | 27.14 | 2        | 4      |      |
| 36   | Sasa Impric               | Croazia     | 27.17 | 2        | 5      |      |
| 37   | Konstantins Blohins       | Lettonia    | 27.50 | 3        | 1      |      |
| 38   | Janos Csaki               | Ungheria    | 27.56 | 3        | 2      |      |
| 39   | Pavels Kondrahins         | Lettonia    | 27.64 | 2        | 6      |      |
| 40   | Johan Rohtla              | Estonia     | 28.03 | 2        | 2      |      |
| 40   | Pavels Vilcans            | Lettonia    | 28.03 | 3        | 8      |      |

## Semifinali
| Pos. | Atleta                    | Nazionalità | Batteria | Corsia | Tempo | Note                  |
| ---- | ------------------------- | ----------- | -------- | ------ | ----- | --------------------- |
| 1    | Camille Lacourt           | Francia     | 1        | 4      | 24.30 | Record dei campionati |
| 2    | Liam Tancock              | Regno Unito | 1        | 2      | 25.00 |                       |
| 3    | Jérémy Stravius           | Francia     | 1        | 3      | 25.02 |                       |
| 4    | Lubos Krizko              | Slovacchia  | 2        | 3      | 25.23 |                       |
| 5    | Guy Barnea                | Israele     | 2        | 4      | 25.24 |                       |
| 6    | Vitaly Borisov            | Russia      | 1        | 5      | 25.30 |                       |
| 6    | Nick Driebergen           | Paesi Bassi | 2        | 2      | 25.30 |                       |
| 8    | Stefano Mauro Pizzamiglio | Italia      | 2        | 5      | 25.34 |                       |
| 9    | J.Miguel Rando Galvez     | Spagna      | 1        | 8      | 25.35 |                       |
| 10   | Bastiaan Lijesen          | Paesi Bassi | 2        | 6      | 25.36 |                       |
| 11   | Aristeidis Grigoriadis    | Grecia      | 1        | 6      | 25.39 |                       |
| 12   | Artem Dubovskoy           | Russia      | 1        | 7      | 25.40 |                       |
| 13   | Jonatan Kopelev           | Israele     | 2        | 7      | 25.42 |                       |
| 14   | Mathias Gydesen           | Danimarca   | 1        | 1      | 25.44 |                       |
| 15   | Mirco Di Tora             | Italia      | 2        | 8      | 25.47 |                       |
| 16   | Flori Lang                | Svizzera    | 2        | 1      | 25.53 |                       |

## Finale
| Pos. | Atleta                    | Nazionalità | Corsia | Tempo | Note                  |
| ---- | ------------------------- | ----------- | ------ | ----- | --------------------- |
|      | Camille Lacourt           | Francia     | 4      | 24.07 | Record dei campionati |
|      | Liam Tancock              | Regno Unito | 5      | 24.70 |                       |
|      | Guy Barnea                | Israele     | 2      | 25.04 |                       |
| 4    | Stefano Mauro Pizzamiglio | Italia      | 8      | 25.13 |                       |
| 5    | Jérémy Stravius           | Francia     | 3      | 25.32 |                       |
| 6    | Lubos Krizko              | Slovacchia  | 6      | 25.39 |                       |
| 7    | Vitaly Borisov            | Russia      | 7      | 25.49 |                       |
| 8    | Nick Driebergen           | Paesi Bassi | 1      | 25.52 |                       |